# Torreornis inexpectata
Torreornis inexpectata là một loài chim trong họ Emberizidae.
Nó sống ở vùng đồng cỏ của đầm lầy Zapata và các nơi khác trên đảo Cuba. Dài khoảng 16,5 cm, loài chim này có màu xám và màu vàng tổng thể với một màu nâu đỏ sẫm một màu nâu đỏ và phía trên màu xám ô liu.

## Phân loài
- T. i. inexpectata
- T. i. sigmani
- T. i. varonai